# No Theu
No Theu (hangul: 노태우, handzsa: 盧泰愚, RR: Roh Tae-woo; Kongszan (Gongsan), 1932. december 4. – 2021. október 26.) dél-koreai tábornok, később politikus, 1988–1993 között hazája államfője.

## Élete
1932-ben, a Talszong (Dalseong) megyében található Kongszan (Gongsan) faluban született (ma Teguhoz (Daegu-hoz) tartoznak) No Bjongszu (Roh Byung-soo) és Kim Thehjang (Kim Tae-hyang) gyermekeként. Tanulmányait a Koreai Katonai Akadémián végezte.
Katonai pályafutása 1955-ben kezdődött, harcolt a vietnámi háborúban, tábornoki ranggal szerelt le 1981-ben. A Hanahö (Hanahoe) katonai csoport tagja volt. 1984-től részt vett a szöuli olimpia szervezésében, 1988-ban pedig az ország elnöke lett. 1995-ben felelősségre vonták a kvangdzsui (gwangju-i) felkelés vérbefojtásában játszott szerepéért, illetve korrupcióért. Később 22 év szabadságvesztésre ítélték, amit aztán 17 évre mérsékeltek, de utódja végül elnöki amnesztiában részesítette.